# Berenguer de Montagut
 (septembre 2022).
Berenguer de Montagut (actif au cours de la seconde moitié du XIVe siècle) était un architecte et maître constructeur catalan.

## Biographie
Il existe peu de sources sur sa vie. Il a été lieutenant des gouverneurs de Majorque dans les années 1390, dont deux fois sous Ramón de Abella (es).
Il marqua l'histoire par son style gothique d'architecture qui fut très controversé[réf. nécessaire].
Il est actuellement lié à trois édifices religieux en Catalogne et aux îles Baléares, dont il aurait été le concepteur et le maître d'œuvre pendant certaines parties de leurs constructions respectives: la collégiale basilique de Sainte-Marie de Manresa, la basilique Sainte-Marie-de-la-Mer de Barcelone et la cathédrale de Palma de Majorque. À certaines occasions, il a également été lié à l'église Santa Maria del Pi à Barcelone.